# Čudnyj charakter
Čudnyj charakter (Чудный характер) è un film del 1970 diretto da Konstantin Naumovič Voinov.